# شاتو شاتونوف

شاتو شاتونوف هو شاتو يقع في بلدة شاتونوف، كوت دور، فرنسا.